# Superlegering

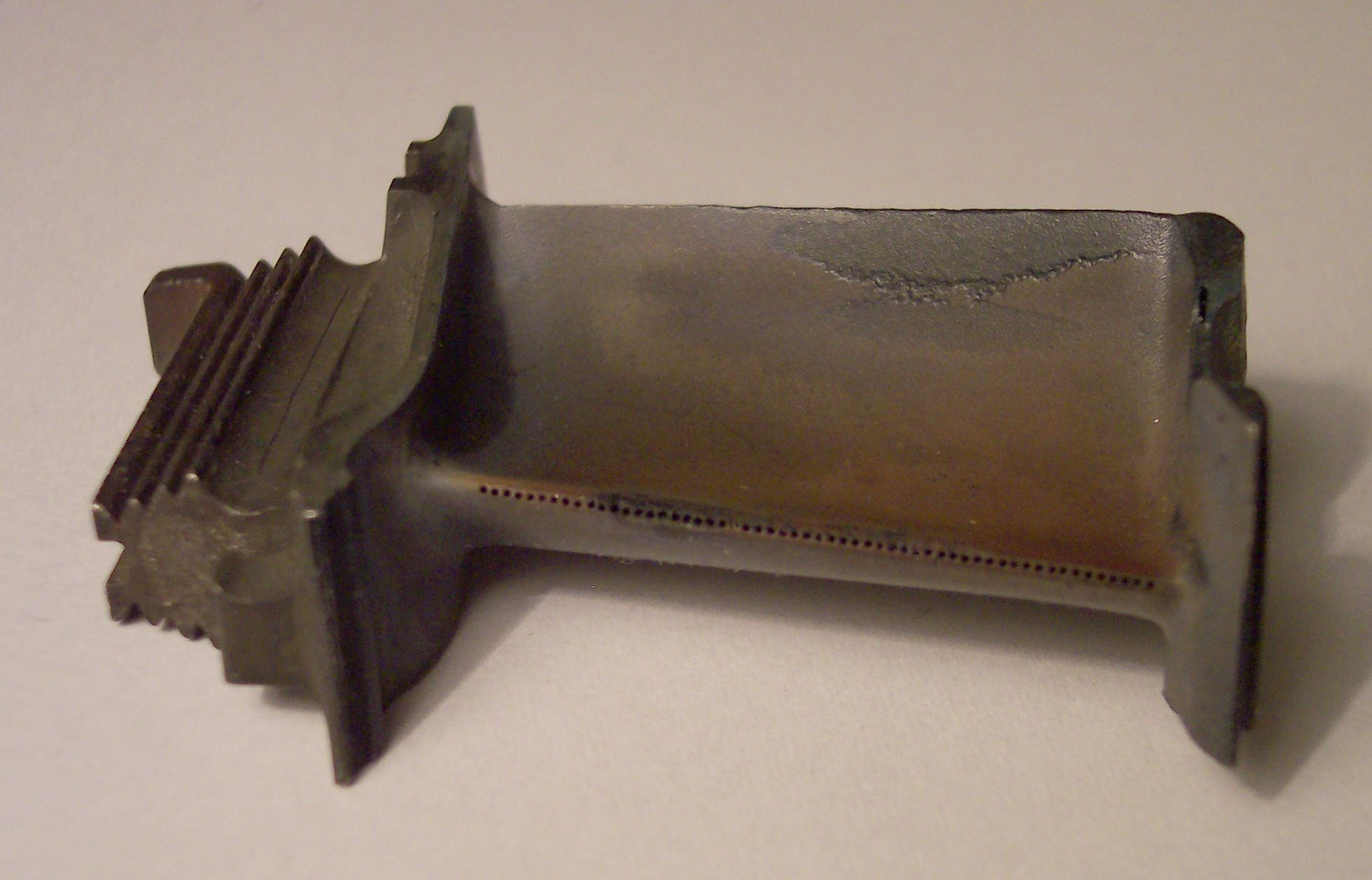
Turbinblad av superlegering i en gasturbin som ingår i jetmotorn RB199.

Superlegering är en stark legering, huvudsakligen bestående av nickel, nickel-järn eller kobolt. Den tål högre temperaturer än vanliga legeringar som brukar förekomma i bland annat rostfritt stål.